# Mimosilpha disticha
Mimosilpha disticha är en kackerlacksart som beskrevs av Bei-Bienko 1957. Mimosilpha disticha ingår i släktet Mimosilpha och familjen storkackerlackor. Inga underarter finns listade i Catalogue of Life.